# Monts de Lusace

Panorama des monts de Lusace dans les environs de Ringelshain.

Les monts de Lusace (en tchèque : Lužické hory) s'étendent de la Saxe à la Bohême septentrionale (en République tchèque), entre la Suisse tchèque et les monts de Ještěd. Les monts de Zittau (au sud de la ville frontalière de Zittau) en constituent le versant allemand. Au nord ils se prolongent par les collines de Lusace ; immédiatement au sud-ouest, par les préalpes de Bohême. En République tchèque, la région est classée en réserve naturelle sous le nom de ChKO Lužické hory ; quant aux monts de Zittau, ils possédaient en Allemagne le statut de zone naturelle (Landschaftsschutzgebiet) jusqu'à ce qu'en 2007 ils deviennent un parc naturel (le 100e de l'Allemagne).

## Géographie

### Topographie
Les monts de Lusace appartiennent aux monts de Bohême, qui forment la frontière entre l'Allemagne et la République tchèque. Hormis leur point culminant, le Luž (793 m), les autres montagnes importantes des contreforts ouest de cette chaîne sont le ballon de Pěnkavčí vrch (792 m), le Hvozd (750 m) et le Studenec (736 m). La Jedlová (774 m), et le Klíč (760 m) sont les sommets les plus visibles de la chaîne elle-même. Les contours irréguliers de ces montagnes démontrent qu'elles sont toutes d'origine volcanique. Ce n'est qu'au pied de ces montagnes qu'on trouve les blocs de grès qui composent le paysage des alentours de Jonsdorf et d’Oybin. Les plus grands escarpements sont ceux d'Oybin (avec son château fort et son monastère médiéval en ruines), les rochers de Rosenstein, de Kelchstein et Bienenhaidstein, de Scharfenstein, du Mönchswand, de la Felsengasse et du Töpfer près d’Oybin, les Nonnenfelsen près de Jonsdorf sur le versant saxon ; ceux de la Suisse de Bürgstein-Schwoika, de Rabenstein et d'Oberwegstein sur le versant tchèque.

### Principaux sommets
- Luž (793 m)
- Pěnkavčí vrch (792 m)

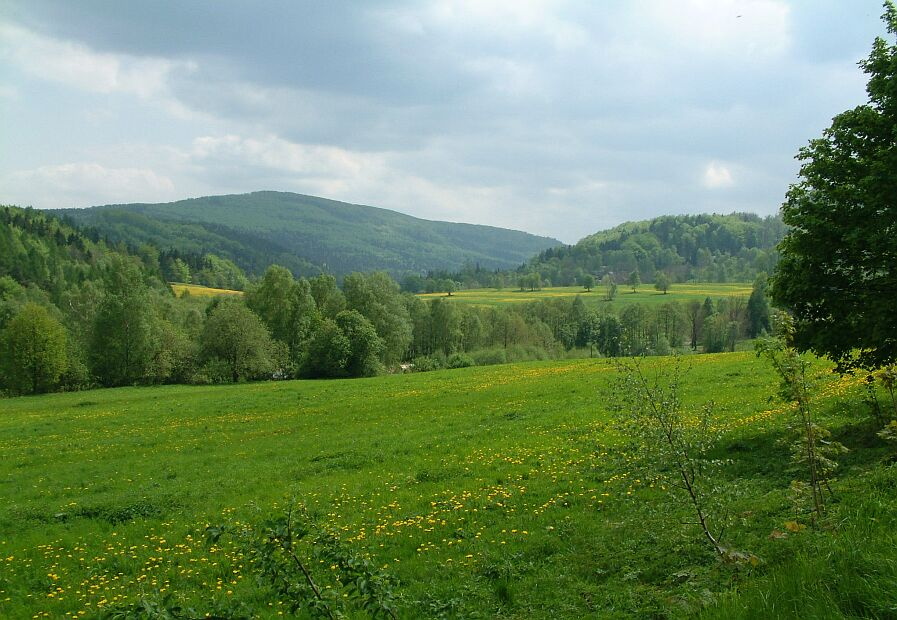
Le mont de Pěnkavčí vrch.

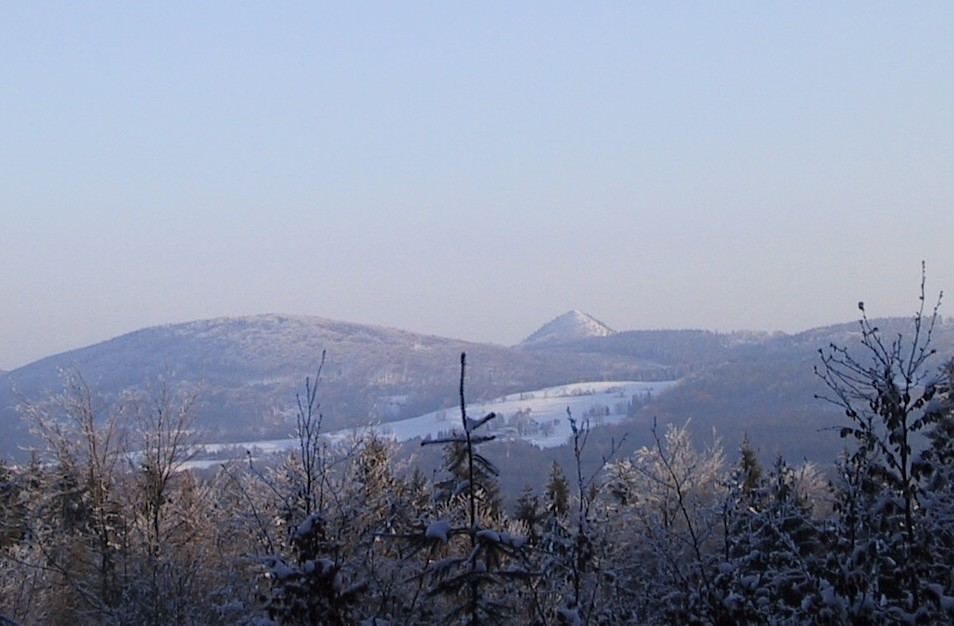
Vue hivernale sur le Klíč.

- Jedlová (ou Tannenberg, 774 m)
- Klíč (760 m)
- Hvozd (750 m),
- Studenec (736 m),
- Stožec (665 m),
- Jezevčí vrch (665 m),
- Střední vrch (593 m),
- Malý Stožec (659 m)
- Zlatý vrch, 657 m
- Chřibský vrch (621 m)
- Sokol (592 m),
- Töpfer, 582 m
- Popova skála (565 m)
- Ortel (554 m),
- Zámecký vrch (530 m),
- Oybin, 514 m

### Géologie

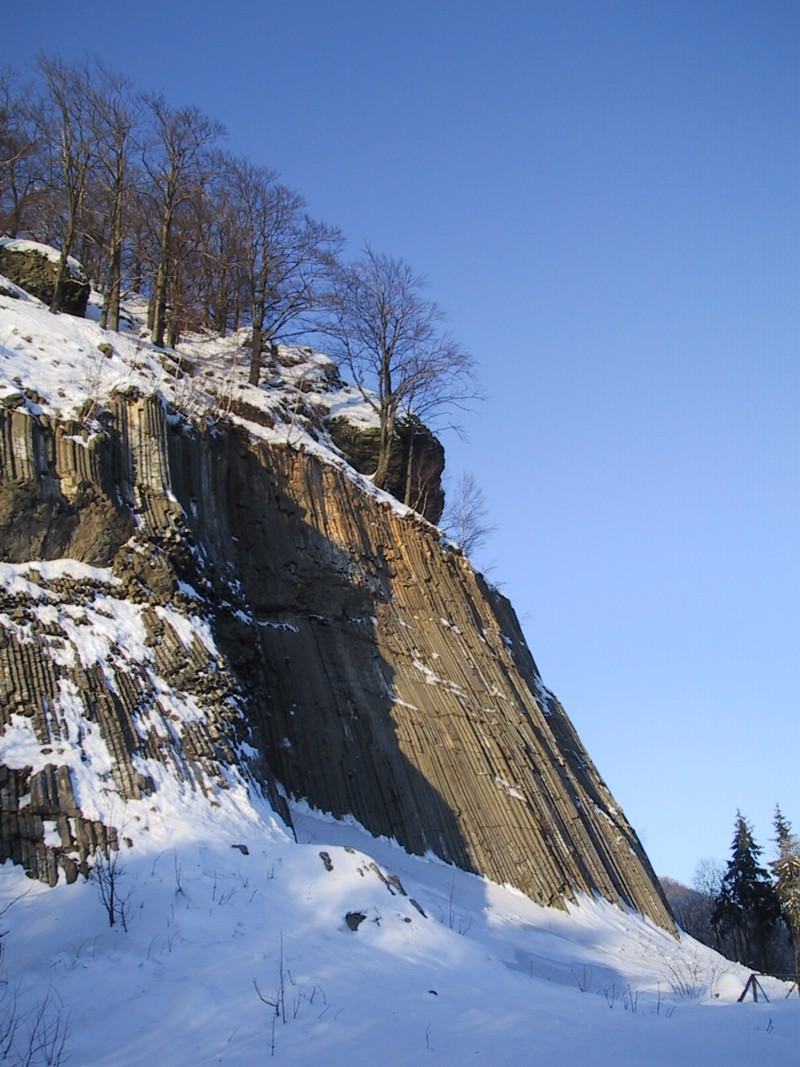
Colonnes basaltiques de Zlatý vrch.

Les monts de Lusace constituent une partie du massif des Sudètes et sont principalement formés de grès, déposés sur un socle granitique du Précambrien. Des cheminées volcaniques ont percé cette couche de grès à l’ère Tertiaire et le magma s'est cristallisé en basalte et en phonolithes. À l'interface  du grès et du magma, les deux roches ont été recuites, combinées pour former par métamorphisme une glaçure superficielle, ou se sont fissurées au refroidissement pour former des orgues basaltiques. Naguère la meulière de Jonsdorf, tirée de ce grès métamorphique, était réputée dans toute l'Europe centrale. La faille de Lusace, qui sépare la granodiorite de Lusace des grès de Bohême, court le long du coteau nord des monts de Lusace.

### Faune et flore
Tout le massif est couvert d'épaisses forêts : sur sol de basalte et de phonolithes, le hêtre prédomine ; ailleurs, le sol gréseux (acide) favorise le pin et l'épicéa.

### Voies de communication
Très longtemps, le massif est resté à l'écart des routes. Au Moyen Âge, les voies de communication les plus importantes étaient la route de Prague par le col de Stožec (Stožecké sedlo) et la route de Jablonné (Alte Gabler Straße) par Lückendorf. La première demeure aujourd'hui l’axe routier essentiel entre la Lusace et Prague. La ligne de chemin de fer reliant Prague à Jiříkov/Ebersbach, appelée Böhmische Nordbahn, n'a plus aujourd'hui qu'un intérêt régional ; elle traverse le massif au col le plus bas, au pied de la Jedlová.

## Activités

### Protection environnementale

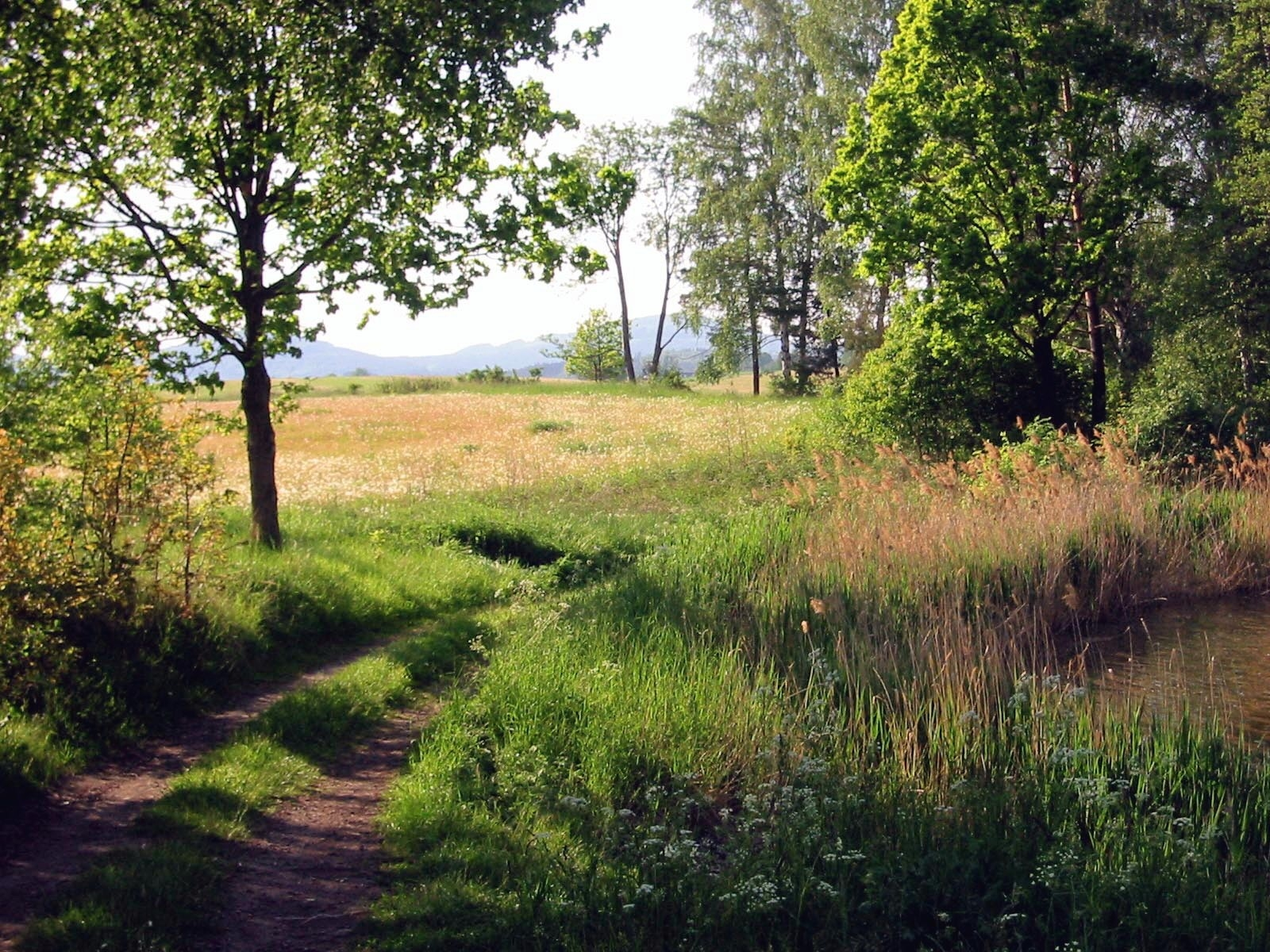
Le parc naturel en contrebas du Duty Kamen

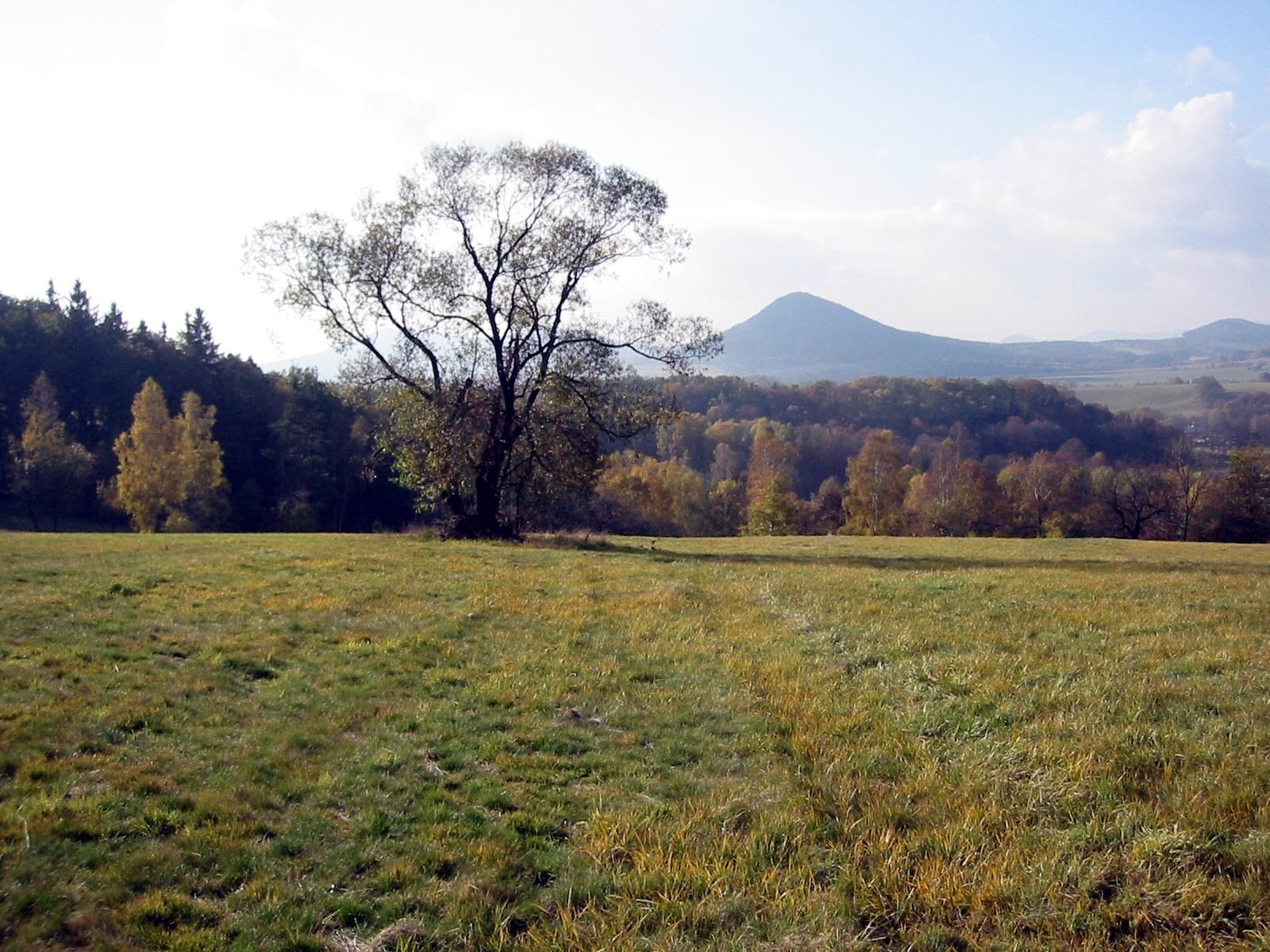
Le parc naturel, panorama depuis l’Ortel

Depuis 1976, la partie tchèque des monts de Lusace bénéficie du statut de zone protégée sous le nom de Chráněná krajinná oblast Lužické hory. Le siège administratif de la réserve naturelle se trouve à Jablonné v Podještědí. Ainsi les sites naturels les plus précieux des monts de Lusace sont classés tantôt réserve naturelle ou site naturel.

#### Parcs naturels
En Allemagne :
- NSG Lausche ;
- NSG Jonsdorfer Felsenstadt.

En République tchèque :
- NPR Jezevčí vrch ;
- NPP Zlatý vrch (4,13 ha) ;
- PR Studený vrch 113 ha ;
- PR Klíč ;
- PR Marschnerova louka ;
- PR Spravedlnost ;
- PR Vápenka.

#### Sites naturels
En Allemagne :
- ND Jonsdorfer Orgel.

En République tchèque :
- PP Pustý zámek ;
- PP Bílé kameny (0,58 ha) ;

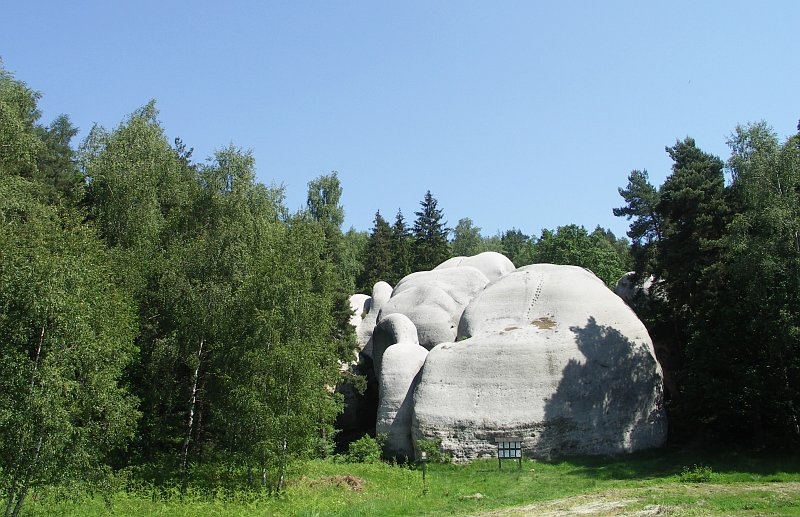
Site naturel de Bílé kameny.

- PP Ledová jeskyně Naděje (Eishöhle Naděje) ;
- PP Líska ;
- PP Louka u Brodských ;
- PP Brazilka ;
- PP Kytlice ;
- PP Rašeliniště Mařeničky ;
- PP Noldenteich.

### Sites touristiques remarquables
Voir également : Monts de Zittau

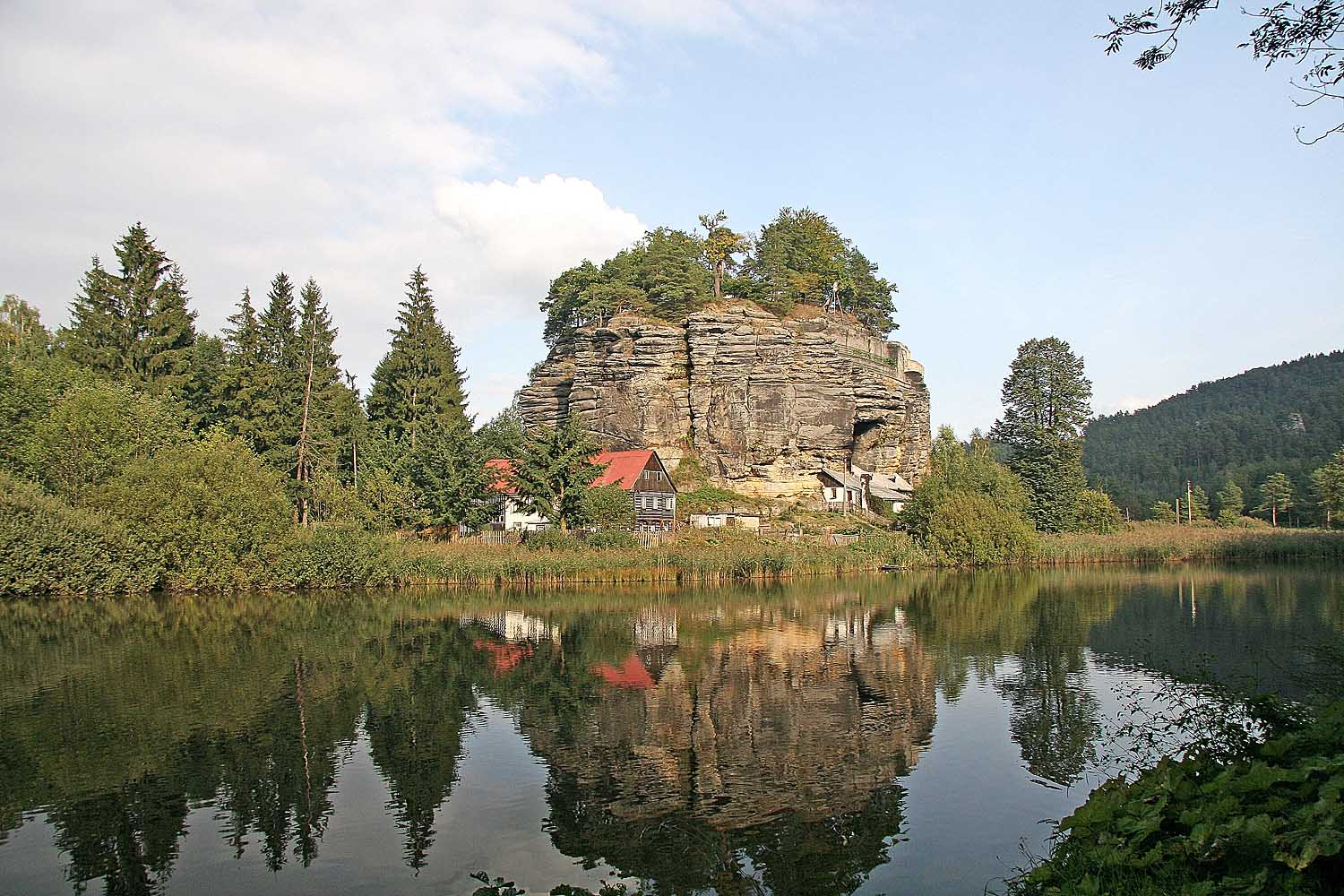
Un bloc erratique.

- Ruines du château fort de Tollenstein (Tolštejn)
- Suisse de Bürgstein-Schwoika avec le bloc erratique de Sloup
- Château de Lemberk près de Jablonné v Podještědí
- Musée du chemin de fer de Česká Kamenice - Kamenický Šenov; cf.: Ligne régionale de Česká Lípa-Kamenický Šenov
- Křížová hora (Kreuzberg), Kalvarienberg près de Jiřetín pod Jedlovou (Georgenthal)
- Mines de Stolln du Saint-Évangéliste près de Jiřetín pod Jedlovou (Georgenthal)
- Site naturel de Panská skála (Panská skála) près de Kamenický Šenov (Steinschönau)
- Site naturel de Bílé kameny (roc éléphant) près de Jítrava
- Dutý kámen (Pierre creuse)
- Skála smrti (Roc mort) près de Kunratice u Cvikova
- Oberwegsteine et Rabenstein près de Horní Sedlo
- Milštejn